# Niedźwiednik (Gdańsk)

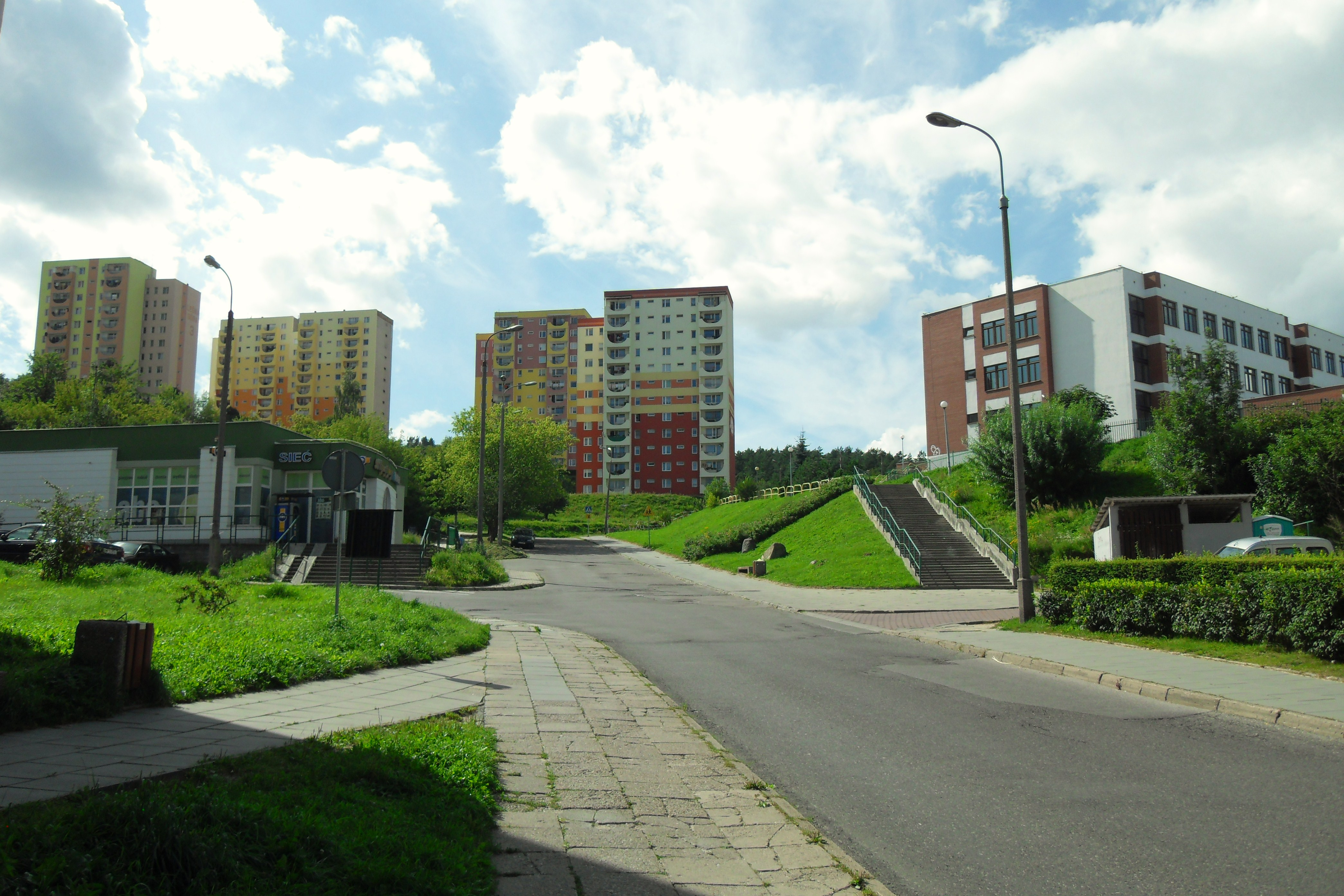
Niedźwiednik, ul. Leśna Góra

Niedźwiednik (niem. Bärenwinkel) – osiedle Gdańska w dzielnicy Brętowo, powyżej ul. Juliusza Słowackiego, położona na wzgórzach morenowych. Powstała głównie w latach osiemdziesiątych XX wieku, zabudowana jest w większości blokami z pustaka i betonu.
Na północny zachód od Niedźwiednika znajduje się Lipnik, na południowy zachód wzniesienie Cieniawa. W pobliskim Węglisku (lub Wąglisku) znajduje się wąwóz z pokładami węgla brunatnego, prawdopodobnie eksploatowanego dawniej na niewielką skalę.

## Nazwa
28 marca 1949 r. ustalono urzędową polską nazwę miejscowości – Niedźwiednik, określając drugi przypadek jako Niedźwiednika, a przymiotnik – niedźwiednicki.
Nazwa Niedźwiednik jest tłumaczeniem niemieckiej nazwy Bärenwinkel, co znaczy Niedźwiedzi zakątek, jednak słowo bäre oznacza też maciorę. Na terenie dzisiejszego Niedźwiednika wypasano świnie, a nazwę „uszlachetniono”.

## Historia

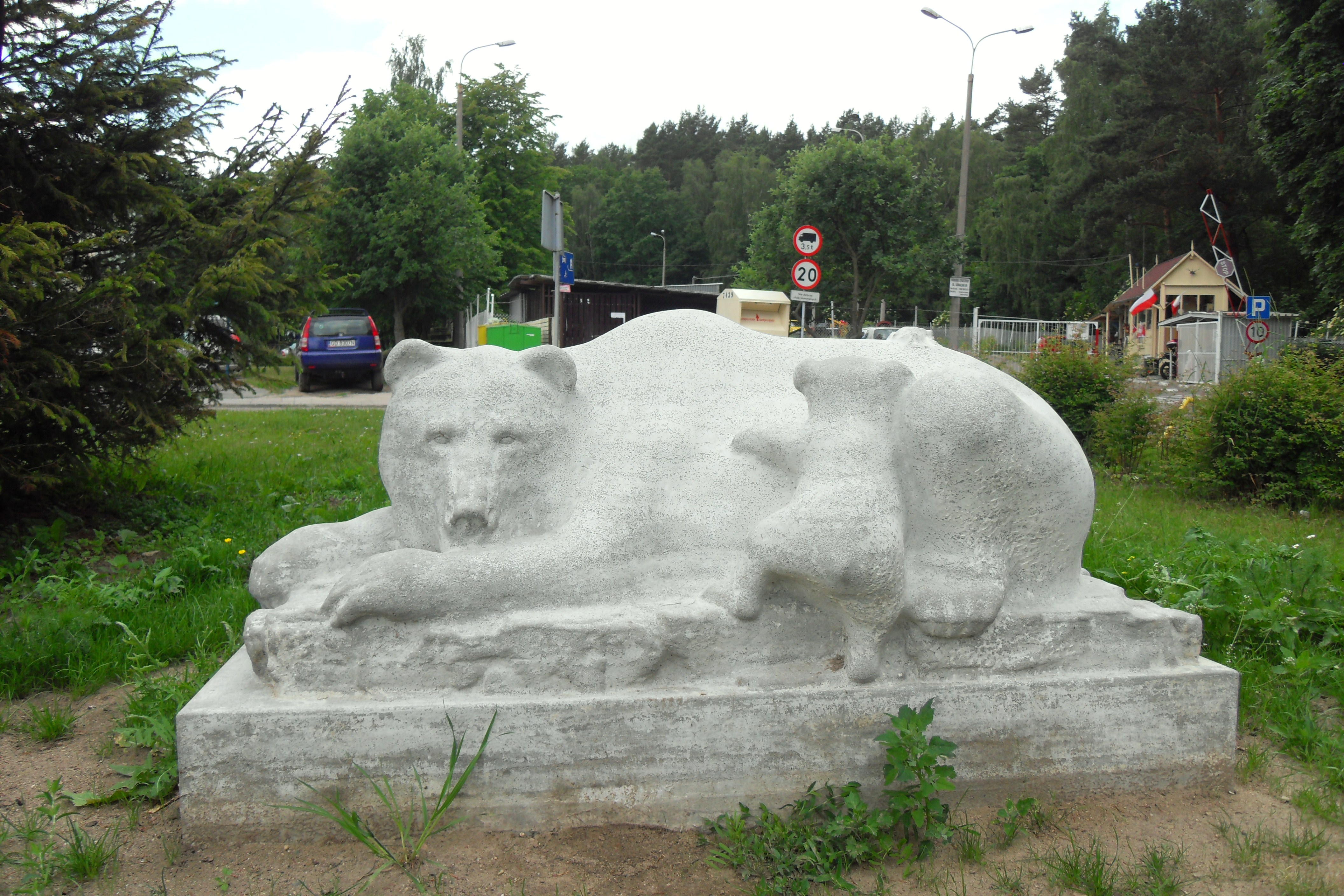
Rzeźba przedstawiająca niedźwiedzie, znajdująca się na terenie Niedźwiednika

Na gruntach należących od 1283 roku do opactwa cystersów w Oliwie powstał folwark, wzmiankowany od 1602 roku. Podczas podziału majątków opactwa między opata i konwent w 1611 roku, przypadł w udziale konwentowi.
Od początku XVII wieku znajdował się w dzierżawie gdańskiej rodziny Schmieden, której członkowie początkowo posiadali obok Niedźwiednika pola związane z Kamiennym Młynem. W 1787 roku Korfanti Schmieden sprzedała dobra Carlowi Sackowi – właścicielowi sąsiedniego Lobkowskiego Dworu (części Kamiennego Młyna), co połączyło oba majątki. Niewielki majątek Niedźwiednik istniał w XVIII wieku jako dwór i mała osada służebna. Od 1796 roku był przyłączony (dokupiony) do osady Kamienny Młyn (później Lobkowski Dwór). Od 1798 roku funkcjonowała w Niedźwiedniku cegielnia. Od 1809 roku majątek był dzierżawiony, a w 1827 roku był wystawiony na licytację.
W latach 1978–1983 zostało zbudowane osiedle mieszkaniowe z wielkiej płyty, według projektu Danuty Dzierżanowskiej i Szczepana Bauma. Zabudowa została wówczas skierowana na zachód od ul. Juliusza Słowackiego.

### Obiekty historyczne

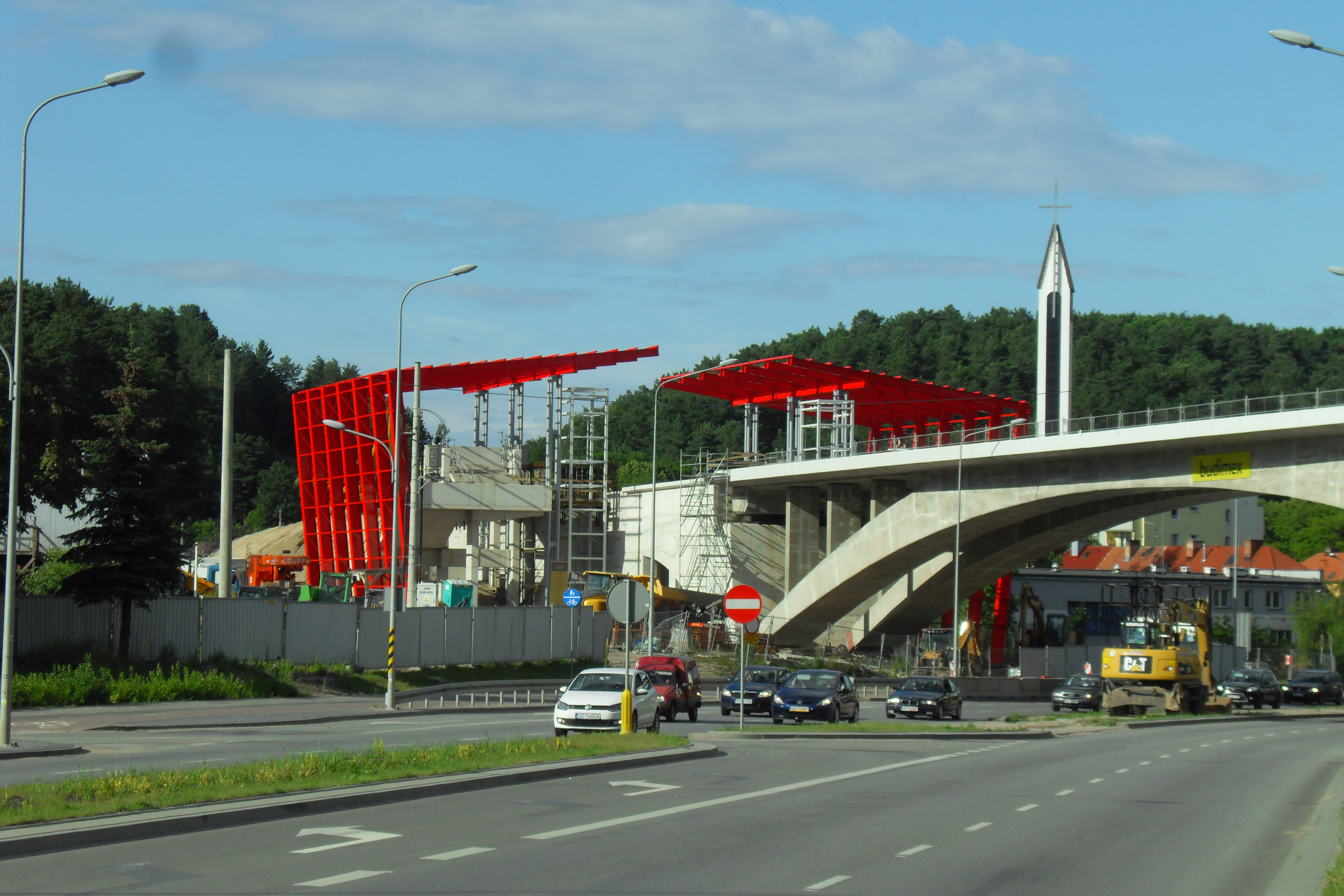
Budowa wiaduktu nad ul. Słowackiego, który jest częścią przystanku Gdańsk Niedźwiednik

- Mur betonowy przedwojennej strzelnicy, wykorzystywanej do połowy lat osiemdziesiątych (ul. Niedźwiednik, w pobliżu Zespołu Szkół, na granicy lasu)
- Linie niemieckich okopów na okolicznych wzgórzach
- Leśne dukty i drogi np. Aleja Brzozowa (Lipnicka Droga)

## Transport
Komunikację publiczną zapewniają autobusy miejskie. W 2015 roku został oddany do użytku przystanek Pomorskiej Kolei Metropolitalnej Gdańsk Niedźwiednik.